# Yot
Cette page contient des caractères spéciaux ou non latins. S’ils s’affichent mal (▯, ?, etc.), consultez la page d’aide Unicode.
Pour les articles homonymes, voir J et Ј.
Yot (capitale: Ϳ, minuscule: ϳ) est une lettre additionnelle grecque, utilisée dans l’alphabet grec albanais des Arvanites au XIXe siècle,.

## Utilisation scientifique
Le yot est utilisé depuis XIXe siècle en philologie pour écrire en proto-grec et grec ancien en le son [j]. Le nom anglais Unicode « yot » vient du nom allemand jot. Il a généralement la forme de la lettre latine j selon la tradition allemande, et autrefois la forme de la lettre latine y (majuscule anciennement en conflit avec upsilon), selon la tradition ancien française, mais la tradition moderne française aujourd’hui utilise la forme du j,.

## Exemples scientifiques
- *ἀληθεσϳα > *ἀληθεϳα > ἀλήθεια (vrai)
- *ἄλϳος > ἄλλος (part autre)
- *διϳος > δῑος (divin)
- *δϳεύς > ζεύς (dieu)
- *ϳηπαρ > ἧπαρ (foie)
- *ϳυμη > ζύμη (levure)
- *μαρανϳω > *μαραϳνω > μαραίνω (flétrir)
- *πολεϳες > *πολεες > πόλεις (villes)

## Représentations informatiques
Le yot peut être représenté avec les caractères Unicode suivant :
| formes    | représentations | chaînes de caractères | points de code | descriptions                 |
| --------- | --------------- | --------------------- | -------------- | ---------------------------- |
| capitale  |                 | Ϳ                     | U+037F         | lettre capitale grecque yot  |
| minuscule |                 | ϳ                     | U+03F3         | lettre minuscule grecque yot |